# Listă de scriitori cubanezi
Aceasta este o listă de scriitori cubanezi.

## A
- Reinaldo Arenas

## B
- Alba de Céspedes y Bertini

## C
- Alejo Carpentier
- Daniel Chavarria

## L
- José Lezama Lima